# Chonburi Football Club
Chonburi Football Club é um clube de futebol da Tailândia. Disputa atualmente a primeira divisão nacional.
Chonburi foi fundada em 1997 e suas rivalidades são Pattaya United e Sriracha, que também estão baseadas na província de Chonburi . A equipe é amplamente conhecida pelo apelido de The Sharks, que pode ser visto no logotipo do clube.

## História
Primeiros grandes sucessos
Em 2005 eles ganharam o título da Liga Provincial ao derrotar Nakhon Ratchasima no estádio Central, Nakhon Ratchasima , e se mudaram para a Liga 1 da Tailândia na temporada de 2006 com os vice-campeões da Liga Provincial, Suphanburi . Este título foi o primeiro grande sucesso do clube. As tribos de tubarões terminaram em 8º lugar na temporada da liga tailandesa de 2006.
Em 2006, eles foram convidados a jogar na Copa de Singapura e chegaram à final, derrotando os times locais Home United , Albirex Niigata Cingapura e Balestier Khalsa ao longo do caminho. Na final, eles perderam para o Tampines Rovers por 2 a 3 no tempo extra depois de liderar por 2-0.
Em 2007, eles foram novamente convidados a participar da Copa de Cingapura , mas foram derrotados na primeira rodada contra o Balestier Khalsa, em um replay das semifinais da temporada anterior. Chonburi perdeu 3-2 em jogo normal. Eles formaram ligações com o Manchester City . No final desta temporada, Chonburi tornou-se campeão da Premier League da Tailândia na Premier League da Tailândia em 2007. Este foi o primeiro troféu na liga principal do clube e o treinador Jadet Meelarp recebeu os prémios de Treinador do Ano e Pipob On-Mo recebeu o prémio. dos prêmios do ano.
Em julho de 2008, eles deram outro grande passo importante para o futuro. Além disso, o patrocinador anterior, Hemaraj Land e Development PLC, assinaram um importante acordo de patrocínio que entra em vigor a partir de 2009. O contrato terá a duração de três anos e totalizará 18 milhões de baht (cerca de 350.000 Euros). Este pode de fato ser o maior patrocínio completo de um clube de futebol tailandês que já foi completado.
No final da temporada de 2008, havia apenas o suficiente para o vice-campeão. A principal razão para isso foi certamente o desperdício. Com dois jogos restantes na temporada, você ainda está no primeiro lugar da tabela, mas um empate de 0-0 diante do Samut Songkhram não deu em nada na penúltima rodada da defesa do título dos sonhos. Jadet Meelarp foi demitido. Seu sucessor é oficialmente anunciado em meados de dezembro de 2008. Kiatisuk Senamuang , conhecido como Zico , foi nomeado treinador de Chonburi.
Como vice-campeão de 2008 está qualificado para a Copa da AFC de 2009 e foi sorteado em um grupo com Hanoi ACB ( Vietnã ), AA Oriental (Hong Kong) e Kedah FA ( Malásia ). Chonburi tem que lembrar que o Zeil está em primeiro lugar no grupo e vencer a Copa da Ásia na Tailândia . A fase de grupos estava confiante sobrevivido com apenas uma derrota em seis jogos. Na segunda rodada, o PSM de Chonburi, na Indonésia, derrotou por 4 a 1 antes de se aposentar nas quartas-de-final contra o representante do Vietnã, Bình Dương, por 2-4. O jogo contra o Medan também foi o último jogo deSurat Sukha , que se mudou para Melbourne Victory .
Em julho de 2009. Final da temporada de 2009, o clube foi apenas o vice-campeão novamente. No final de 2008 eles tinham 2 pontos atrás dos campeões, 2009, havia 3 pontos. Kiatisuk Senamuang mudou no final da temporada para Hoàng Anh Gia Lai , a associação no Vietnã, onde atuou como jogador por último. Seu sucessor em Chonburi foi Jadet Meelarp , que havia sido lançado um ano antes. Ao seu lado, seu ex-chefe Witthaya Hloagune foi fornecido como diretor técnico do clube. Ao contrário de outros grandes clubes da liga, o vorzuweisen Chonburi mal sabia dos compromissos para a temporada de 2010. Apenas Therdsak Chaiman você provavelmente pode se encaixar nessa categoria. O homem de 36 anos foi o último noTailândia equipa nacional de futebol seu retorno de Cingapura e se mudou para Chonburi. Embora o clube foi novamente vice-campeão, mas isso não é automaticamente elegível na temporada 2009 para participar da Copa AFC de 2010 . Em vez disso, a Taça das Taças, na Tailândia, qualificou-se directamente para a competição. Já na segunda rodada da Taça da Tailândia se aposentou do Chonburi.

## Competições asiáticas
Em 2008, na primeira Liga dos Campeões da AFC , Chonburi jogou contra o campeão japonês Gamba Osaka . Em 20 de março de 2008, o clube conquistou sua primeira vitória na Liga dos Campeões da AFC contra o Melbourne Victory . O jogo foi obscurecido pela controvérsia quando o Melbourne Victory marcou seu único gol, enquanto um jogador do Chonburi FC sofreu uma lesão e seus companheiros de equipe pediram que a bola fosse jogada fora do estádio. Pouco importou quando o atacante camaronês Baga marcou um gol de 35 jardas fora e seguiu-o com um segundo gol na prorrogação para condenar o Melbourne Victory sua primeira derrota na competição 3–1.

## Elenco Atual

### First team squad
Nota: Bandeiras indicam equipe nacional, conforme definido pelas regras de elegibilidade da FIFA. Os jogadores podem ter mais de uma nacionalidade não-FIFA.
| N.º |           | Posição | Jogador                          |
| --- | --------- | ------- | -------------------------------- |
| 1   | Filipinas | G       | Kevin Ray Mendoza                |
| 2   | Filipinas | D       | Kike Linares                     |
| 3   | Tailândia | D       | Chatmongkol Rueangthanarot       |
| 4   | Tailândia | D       | Kittipong Sansanit               |
| 6   | Tailândia | D       | Songchai Thongcham               |
| 7   | França    | A       | Greg Houla                       |
| 9   | Tailândia | A       | Adisak Kraisorn                  |
| 10  | Tailândia | M       | Channarong Promsrikaew (Capitão) |
| 11  | Sudão     | A       | Abo Eisa                         |
| 13  | Gana      | M       | Leslie Ablorh                    |
| 14  | Filipinas | D       | Jefferson Tabinas                |
| 15  | Tailândia | D       | Jakkapong Sanmahung              |
| 19  | Tailândia | M       | Kasidit Kalasin                  |
| 20  | Tailândia | D       | Suksan Bunta                     |
| 21  | Tailândia | M       | Siraphop Wandee                  |
| 22  | Tailândia | G       | Chommaphat Boonloet              |
| 23  | Tailândia | D       | Santiphap Channgom               |
| 26  | Tailândia | M       | Theerapat Kaewphung              |

| N.º |               | Posição | Jogador                 |
| --- | ------------- | ------- | ----------------------- |
| 30  | Tailândia     | D       | Nuttanun Biasumrit      |
| 31  | Tailândia     | M       | Pathomchai Sueasakul    |
| 32  | Tailândia     | D       | Rachata Moraksa         |
| 36  | Tailândia     | D       | Thanaset Sujarit        |
| 37  | Tailândia     | D       | Nattapong Sayriya       |
| 46  | Tailândia     | G       | Noppakun Kadtoon        |
| 47  | Brasil        | D       | Jorge Fellipe           |
| 77  | Tailândia     | M       | Apiwat Chuprai          |
| 80  | Tailândia     | M       | Chayathorn Tapsuvanavon |
| 86  | Tailândia     | D       | Parinya Nusong          |
| 87  | Tailândia     | G       | Thanawat Panthong       |
| 88  | Brasil        | M       | Queven                  |
| 90  | Tailândia     | G       | Trisanu Kuptanavin      |
| 91  | Tailândia     | D       | Phongsakon Trisat       |
| 92  | Tailândia     | A       | Tontawan Puntamunee     |
| 97  | Tailândia     | A       | Ruengchai Kesada        |
| 98  | Tailândia     | M       | Naphat Chumpanya        |
| 99  | Países Baixos | A       | Oege-Sietse van Lingen  |

## Títulos
- Campeonato Tailandês de Futebol: 2007
- Copa da Tailândia de Futebol: 2010, 2016
- Liga Provencial: 2005
- Kor Royal Cup: 2007, 2009, 2011, 2012

## Estádio
No início da temporada de 2008 , Chonburi usou o estádio do Município de Chonburi para os 5.000 lugares em Chonburi. Devido a desentendimentos com as autoridades locais, o clube usou seus jogos em casa desde 2008 no estádio Princess Sirindhorn . Para os jogos da Liga dos Campeões da AFC de 2008, você teve que se esquivar do Estádio Nacional , que também foi usado para jogos na Copa AFC de 2009 em Bangkok. Para a temporada de 2010, o clube voltará a Chonburi e sediará seus jogos em casa no renovado Chonburi Sports College Stadium.
Na temporada de 2010, mudaram-se para o IPE Chonburi Stadium .
Na temporada de 2011 eles se mudam para o Chonburi Stadium depois de renovar o estádio para disputar a Copa AFC e a Thai League .
Para o futuro, um novo estádio é projetado com modernas instalações de treinamento. O novo estádio terá 15.000 espectadores e atenderá às demandas modernas.Seria ao lado dos novos edifícios em Pattaya e um dos mais modernos estádios em Si Racha na província de Chonburi. Levanta-te o estádio com o recinto do clube perto de Bang Saen, numa área de dez rai. Isso é cerca de 1,5 hectares. O terreno foi doado pelo Presidente da Associação, Wittaya Khunpluem .

## Clubes Afiliados
- Vissel Kobe

## Treinadores
| Anos       | Nome                            | Nacionalidade |
| ---------- | ------------------------------- | ------------- |
| 2004–2007  | Witthaya Hloagune               | Tailândia     |
| 2007–2008  | Jadet Meelarp                   | Tailândia     |
| 2009       | Kiatisuk Senamuang              | Tailândia     |
| 2010       | Jadet Meelarp                   | Tailândia     |
| 2010–2013  | Witthaya Hloagune               | Tailândia     |
| 2014       | Masahiro Wada                   | Japão         |
| 2015       | Jadet Meelarp                   | Tailândia     |
| 2016–2017  | Therdsak Chaiman                | Tailândia     |
| 2018       | Goran Barjaktarević             | Alemanha      |
| 2018-2019  | Jukkapant Punpee                | Tailândia     |
| 2019-2023  | Sasom Pobprasert                | Tailândia     |
| 2023       | Makoto Teguramori               | Japão         |
| 2023-2024  | Nutthawut Vijitwetchakarn       | Tailândia     |
| 2024       | Witthaya Hloagune               | Tailândia     |
| 2024       | Pipob On-Mo                     | Tailândia     |
| 2024       | Sinthaweechai Hathairattanakool | Tailândia     |
| 2024-2025  | Thawatchai Damrong-Ongtrakul    | Tailândia     |
| 2025-atual | Teerasak Po-on                  | Tailândia     |